# Hietzinger Hauptstraße
Die Hietzinger Hauptstraße im 13. Wiener Gemeindebezirk Hietzing verbindet den namengebenden Bezirksteil Hietzing mit den Bezirksteilen Unter- und Ober-Sankt-Veit.

## Geschichte
Die Hietzinger Hauptstraße wurde um 1774 als Verbindung zwischen dem Schoss Schönbrunn und St. Veit (später: Ober-St.-Veit) angelegt. Zwischen den beiden Orten führte sie zunächst durch unverbautes, landwirtschaftlich genutztes Gebiet; erst nach 1803 wurden im Bereich der sogenannten Feldmühle Flächen parzelliert und in der Folge verbaut. Das so entstandene, zunächst zu St. Veit gehörende Neudörfl wurde bald Unter-St.-Veit bezeichnet, während der alte Ort St. Veit Ober-St.-Veit genannt wurde. Nach 1850 bildeten St. Veit und Hietzing zwei, ab 1867 mit der Trennung von Ober- und Unter-St.-Veit drei selbständige Gemeinden.
In Ober-St.-Veit wurde der verbindende Straßenzug Maria-Theresien-Straße genannt, während er im Bereich von Hietzing einfach Hauptstraße und die Verbindung nach (Ober-)St.-Veit St.-Veit-Gasse hieß. Nachdem durch die ab 1892 wirksame Erweiterung Wiens die drei Vororte eingemeindet und Teile des 13. Bezirks Hietzing geworden waren, erhielt der gesamte Straßenzug mit Beschluss des Gemeinderats vom 10. Juli 1894 den einheitlichen Namen Hietzinger Hauptstraße.
Im Laufe des 19. Jahrhunderts wurde die Hietzinger Hauptstraße ausgehend von den alten Ortskernen durchgehend verbaut. Ab September 1887 verkehrte eine Dampftramway von Hietzing nach Ober-St.-Veit, die auch die 1860 in Betrieb genommene Verbindungsbahn von Penzing (Westbahn) nach Meidling (Südbahn) kreuzte. Als die Straßenbahn 1908 elektrifiziert wurde, wurde der Betrieb in der Form geteilt, dass Linie 58 östlich der Bahn endete und westlich davon die Linie 158 weiter bis Ober-St.-Veit fuhr. Während die Strecke östlich der Bahn nach wie vor besteht (allerdings nun von der Linie 10 bedient wird), wurde der Ast westlich der Bahn 1958 aufgelassen und die Linie auf Busverkehr umgestellt.
Von 1828 bis 1833 entstand am Anfang der Hietzinger Hauptstraße aus einem schon bestehenden Kaffeehaus das Casino Dommayer, eines der führenden Vergnügungsetablissements der Stadt. 1908 wurde an seiner Stelle das Parkhotel Schönbrunn errichtet.

## Beschreibung

### Verlauf und Charakteristik
Die Hietzinger Hauptstraße beginnt an der Kennedybrücke und verläuft zunächst rund 200 Meter in südsüdwestlicher Richtung bis zum Hietzinger Platz (Am Platz). Dort macht sie einen markanten Knick nach rechts und führt von da an weitgehend gerade in annähernd westlicher Richtung bis Ober-St.-Veit, wo sie ohne direkte Fortsetzung am Wolfrathplatz endet.
Die linke Seite der Straße bis zum Hietzinger Platz einschließlich des Kaiserstöckls gehört zur Katastralgemeinde Schönbrunn, die rechte Seite und ab der Maxingstraße die ganze Straße zur Katastralgemeinde Hietzing. Die Grenze zwischen den Katastralgemeinden Hietzing und Unter St. Veit verläuft an der Kreuzung mit Elßlergasse und Steckhovengasse. Zur Katastralgemeinde Ober St. Veit gehört die linke Straßenseite ab der Verbindungsbahn und die rechte ab der Hausnummer 104.

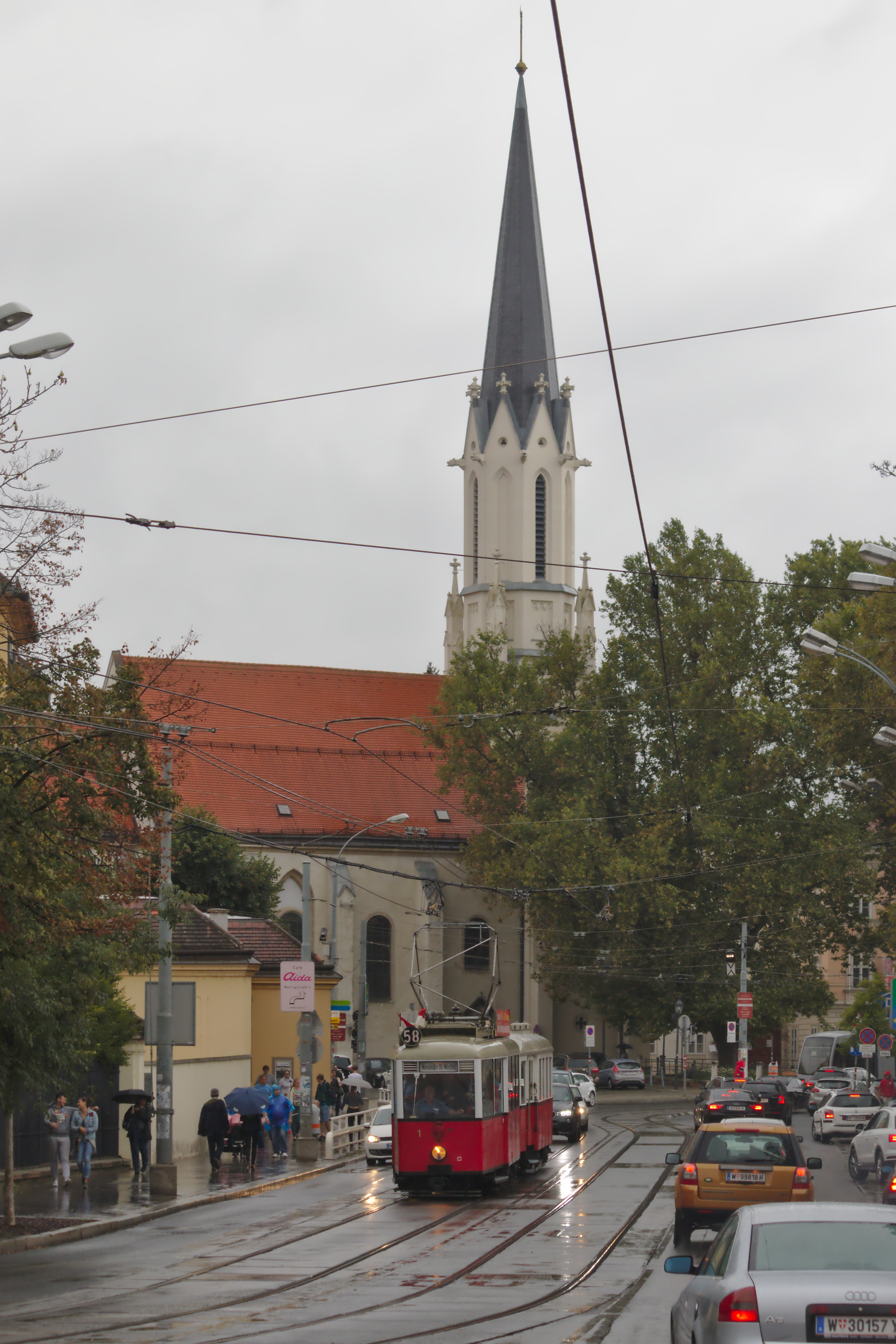
Erster Abschnitt der Hietzinger Hauptstraße mit Hietzinger Pfarrkirche und historischem Straßenbahnzug

 Der erste Abschnitt der Hietzinger Hauptstraße verläuft zwischen dem Gelände des Schönbrunner Schlossparks und, schon dem Hietzinger Platz zu, dem Kaiserstöckl auf der linken Seite und zuerst zweigeschoßigen Vorstadthäusern, dann dem markanten Parkhotel auf der rechten Seite direkt auf die Hietzinger Pfarrkirche zu. Nach der Rechtskurve am Rand des Hietzinger Platzes zweigt links die Maxingstraße ab. Es folgt links eine geschlossene Zeile von zunächst gründerzeitlichen mehrgeschoßigen Bauten, während auf der rechten Seite erst eine zurückgesetzte Reihe klassizistischer und biedermeierlicher Gebäude liegt. Erst mit dem Anfang des 60er Jahre errichteten EKAZENT springt die Baufluchtlinie an die Straße vor. Zum großen dreieckigen Anna-Strauss-Platz mit den Abzweigungen von Lainzer Straße und Auhofstraße führen auf beiden Seiten zweigeschoßige Vorstadthäuser.
Die Fortsetzung ist geprägt durch ein Miteinander von hauptsächlich gründerzeitlichen Villen und Wohnhäusern mit historistischen, teilweise auch secessionistischen Fassaden wie auch älteren Gebäuden aus dem Biedermeier, oft auch in der Baufluchtlinie zurückgesetzt in Vorgärten. Zwischen mehrgeschoßigen Wohnhäusern im Stil des Historismus der Gründerzeit befinden sich auch immer wieder moderne Neubauten aus der zweiten Hälfte des 20. Jahrhunderts oder später.
Der Zwickel zwischen Hietzinger Hauptstraße und Neue-Welt-Gasse wurde 2019 nach dem Arzt und Pionier der Akupunktur in Österreich Johannes Bischko Johannes-Bischko-Platz benannt.

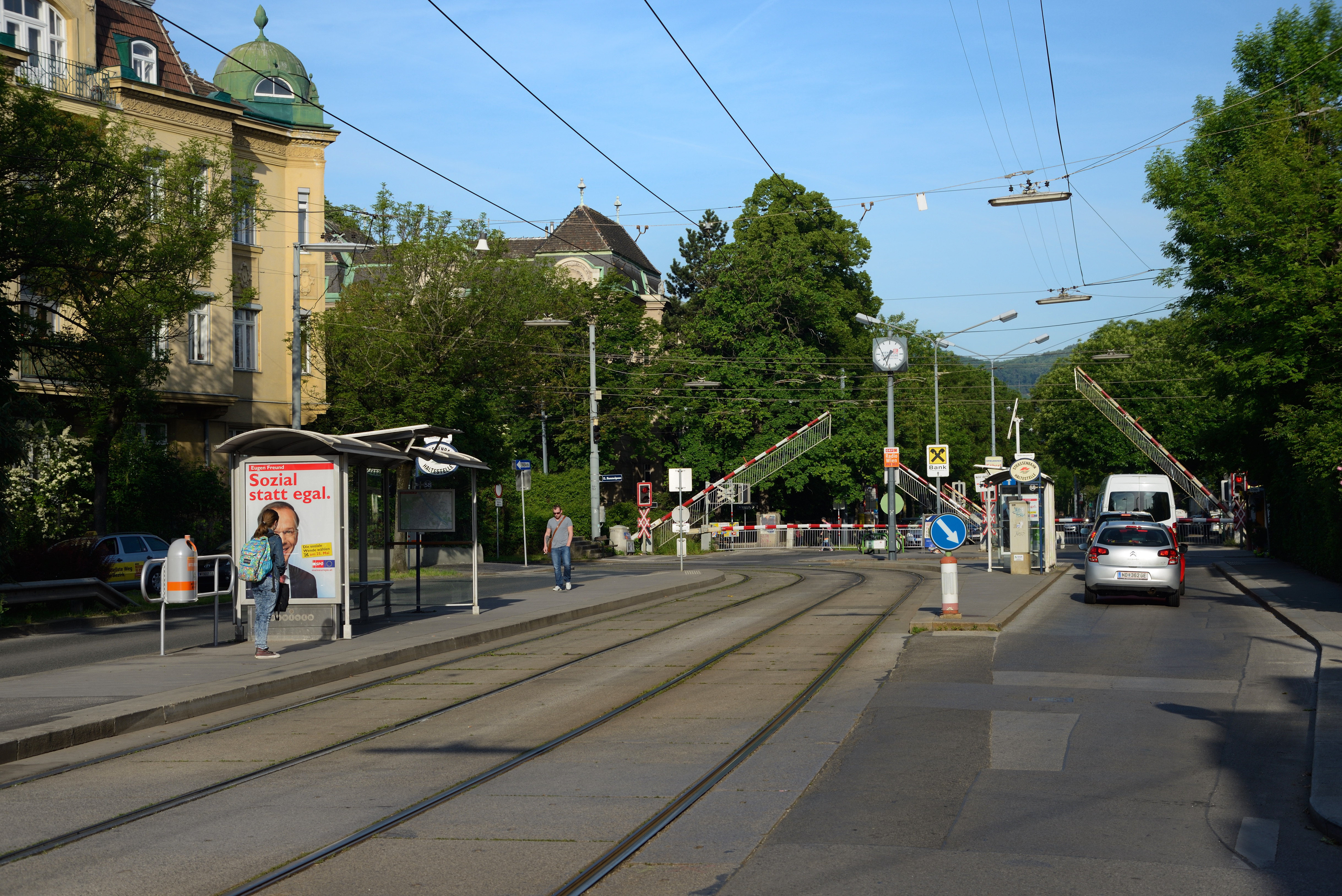
Kreuzung mit der Verbindungsbahn

 Nach der Kreuzung mit der von Hummelgasse (im Osten) und Spohrstraße (im Westen) begleiteten Verbindungsbahn verläuft die Straße als meist doppelreihige Allee. Sie ist auf beiden Seiten geschlossen mit zumeist gründerzeitlichen, vereinzelt auch modernen Wohngebäuden verbaut und auf der linken (südlichen) Seite durchwegs, auf der rechten immer wieder abschnittsweise von Vorgärten gesäumt. 
An der Kreuzung mit der Schrutkagasse beginnt der Ortskern von Ober-St.-Veit. An der Costenoblegasse endet die Bepflanzung als Allee. Die Bebauung besteht nun in höherem Maß aus Gebäuden des Klassizismus bzw. des Biedermeiers, so vor allem auf der linken Seite (mit wenigen Ausnahmen) die Häuserzeile von Hausnummer 125 bis zur Einsiedeleigasse. Auf der gegenüberliegenden Seite beginnt die überwiegend vorörtliche historische Verbauung etwas weiter westlich ab Nummer 150; an ihrem Ende erhebt sich vor der Kreuzung mit der Glasauergasse der Komplex der in der Gründerzeit errichteten Volksschule mit einem modernen Anbau.
Auch der letzte Häuserblock hat den vorörtlichen Charakter bewahrt (bis auf einen modernen Wohnblock an der Ecke zur Einsiedeleigasse). Nach den Hausnummern 153 bzw. 174 endet die Hietzinger Hauptstraße am Wolfrathplatz, von dem nach Norden die Firmiangasse und nach Süden die Vitusgasse abgehen.
Die Hietzinger Hauptstraße verläuft fast auf ganzer Länge in Schutzzonen nach § 7 Abs. 1 der Wiener Bauordnung. Von der Kennedybrücke bis zum Hietzinger Platz ist dies auf der linken Seite die Schutzzone Schönbrunn, auf der rechten und ab der Maxingstraße bis westlich des Anna-Strauss-Platzes beidseits Hietzing und danach bis zur Hummelgasse Hietzinger Cottage. Westlich der Verbindungsbahn gehört die rechte Straßenseite und ab der Hausnummer 123 auch die linke Straßenseite zur Schutzzone Ober St. Veit. Auch gehört das Gelände des Schönbrunner Schlossparks am Anfang der Straße zur Kernzone und das Gebiet um die Hietzinger Hauptstraße bis zur Kopfgasse zur Pufferzone des Weltkulturerbegebietes Schloss und Park von Schönbrunn.

#### Adressen
(Denkmalgeschützte Objekte sind durch Fettschrift hervorgehoben.)
- Nr. 1A: Kaiserstöckl – für Gerad van Swieten errichtetes barockes Wohngebäude; beherbergt heute u. a. eine Postfiliale. Daneben befindet sich ein Eingang zum Schlosspark. Im rechten Torhaus ist eine Polizeiinspektion untergebracht.
- Nach Nr. 1A (Am Platz): Pfarrkirche Maria Hietzing, spätgotischer Bildstock, barocke Mariensäule, Denkmal für Erzherzog Ferdinand Maximilian, Häuser Nr. 1 (Pfarrhof), 2 (ehemalige Volksschule), 3
- Nr. 1 (im Straßenzug weiter als 1A, ident Am Platz 6): Das repräsentative (polygonaler Eckerker mit Glockendach) neobarocke Eckhaus mit secessionistischen Dekorelementen stammt aus den Jahren 1904/05 von Krombholz/Schalberger. An der Stelle der heutigen Bankfiliale befand sich das 1936 von Carl Witzmann neu eingerichtete Café Gröpl.
- Nr. 6: Haus Weidmann – ursprünglich klassizistisches Wohnhaus von 1790, umgebaut nach Plänen von Jože Plečnik und Franz Krásny 1902, neuerlich teilweise umgestaltet durch Rudolf Goebel 1921.
- Nr. 10–16: Parkhotel Schönbrunn – errichtet 1907/08 an der Stelle des ehemaligen Casino Dommayer nach Plänen des Architekten Arnold Heymann
- Nr. 18: zweigeschoßiges Biedermeierlandhaus
- Nr. 22: Bezirkszentrum EKAZENT – erbaut 1962–64, Architekten Traude und Wolfgang Windbrechtinger, mit einem großen kreisförmigen Natursteinmosaik an der der Straße zugewandten Stirnseite sowie einem Brunnen von Maria Bilger
- Nr. 23: Apotheke Zum Auge Gottes
- Nr. 28: „Strumpfbandlhaus“ – Biedermeierlandhaus
- Nr. 36A: „Haus Titania“ – secessionistisches Wohnhaus von 1907, Pläne von Josef Beer
- Nr. 40 (Identanschrift: Auhofstraße 13–15): Villa Wustl – 1911–13 nach Plänen von Robert Oerley errichtete großzügige Villenanlage
- Nr. 41: repräsentative Villa, 1905
- Nr. 42B, 42C: Polnische Botschaft – in einer groß dimensionierten späthistoristischen Villenanlage, erbaut 1904 (Arnold Hatschek, Nr. 42B) bzw. 1902 (Josef Hudetz)
- Bei Nr. 44 (Johannes-Bischko-Platz): Wetterhäuschen (1910)
- Nr. 80: Postfiliale
- Nr. 96: Wohnhaus nach Plänen von Karl Badstieber und Karl Reiner mit expressionistisch anmutendem Dekor (1908/09)
- Nr. 101: vorletztes Atelier von Egon Schiele von November 1912 bis Somer 1918[2]
- Nr. 114 (gegenüber Nr. 101): Sterbehaus Egon Schieles (Erinnerungstafel)[2]
- Nr. 126: Wohnhaus nach Plänen von Hans Mayr und Theodor Mayer (1907) mit Dekorelementen der Otto-Wagner-Schule und des Heimatstils
- Nr. 126A: dreigeschoßiges secessionistisches Miethaus, erbaut 1906/07; Architekt: Karl Stephann
- Nr. 138: dreigeschoßiges Miethaus in geometrisch-secessionistischen Formen von Robert Farsky (1905)
- Nr. 147: zweigeschoßiges Bürgerhaus, im Kern 16./17. Jahrhundert
- Nr. 153: zweigeschoßiges Bürgerhaus im alten Ortskern von Ober-St.-Veit, im Kern 16./17. Jahrhundert
- Nr. 166–168: Volksschule und Kindergarten, erbaut 1872/73 durch Otto Thienemann, 1894 und 1904 ausgebaut, 1993 Erweiterungsbau von Elsa Prochazka

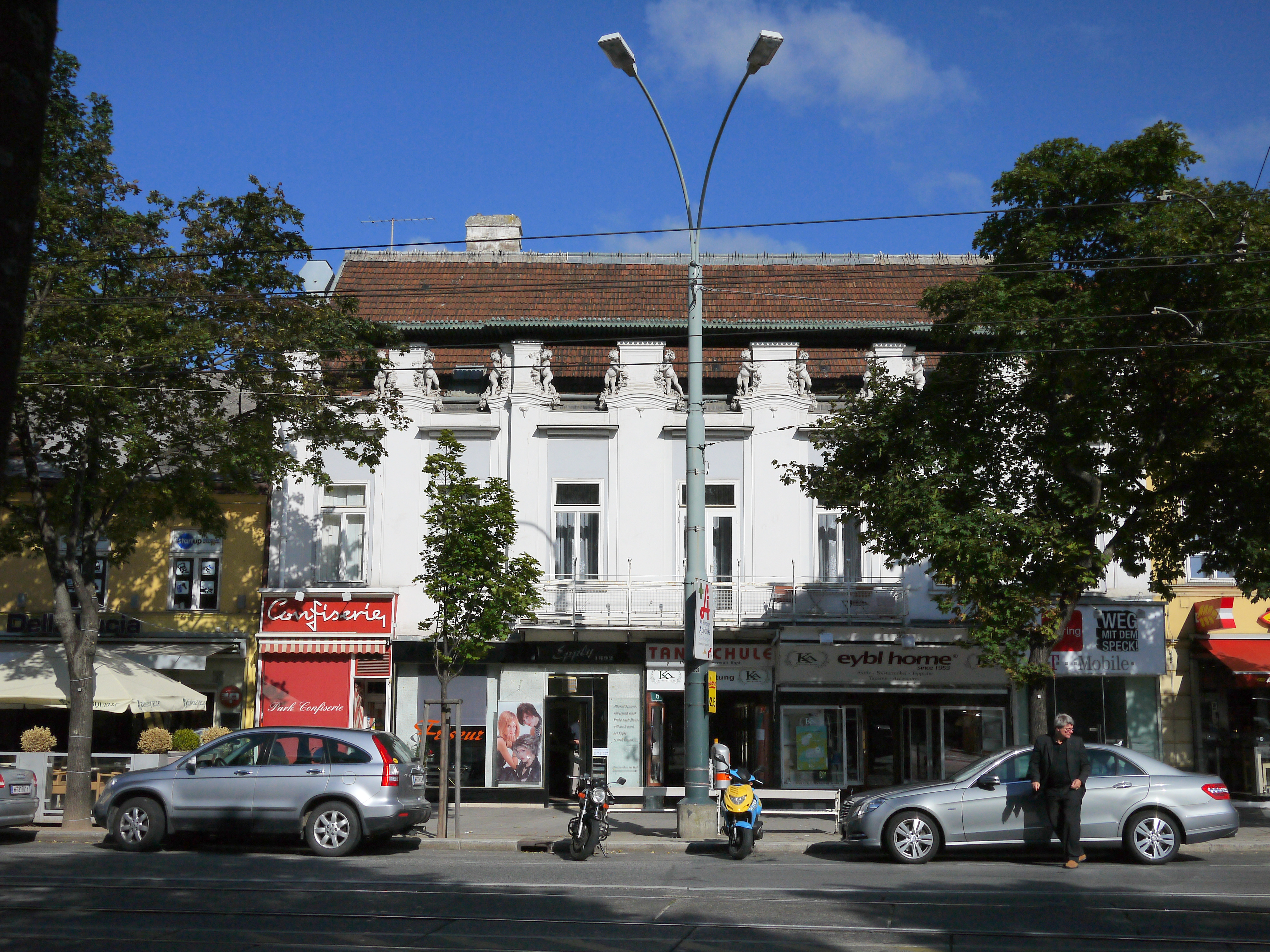
Nr. 6: Haus Weidmann
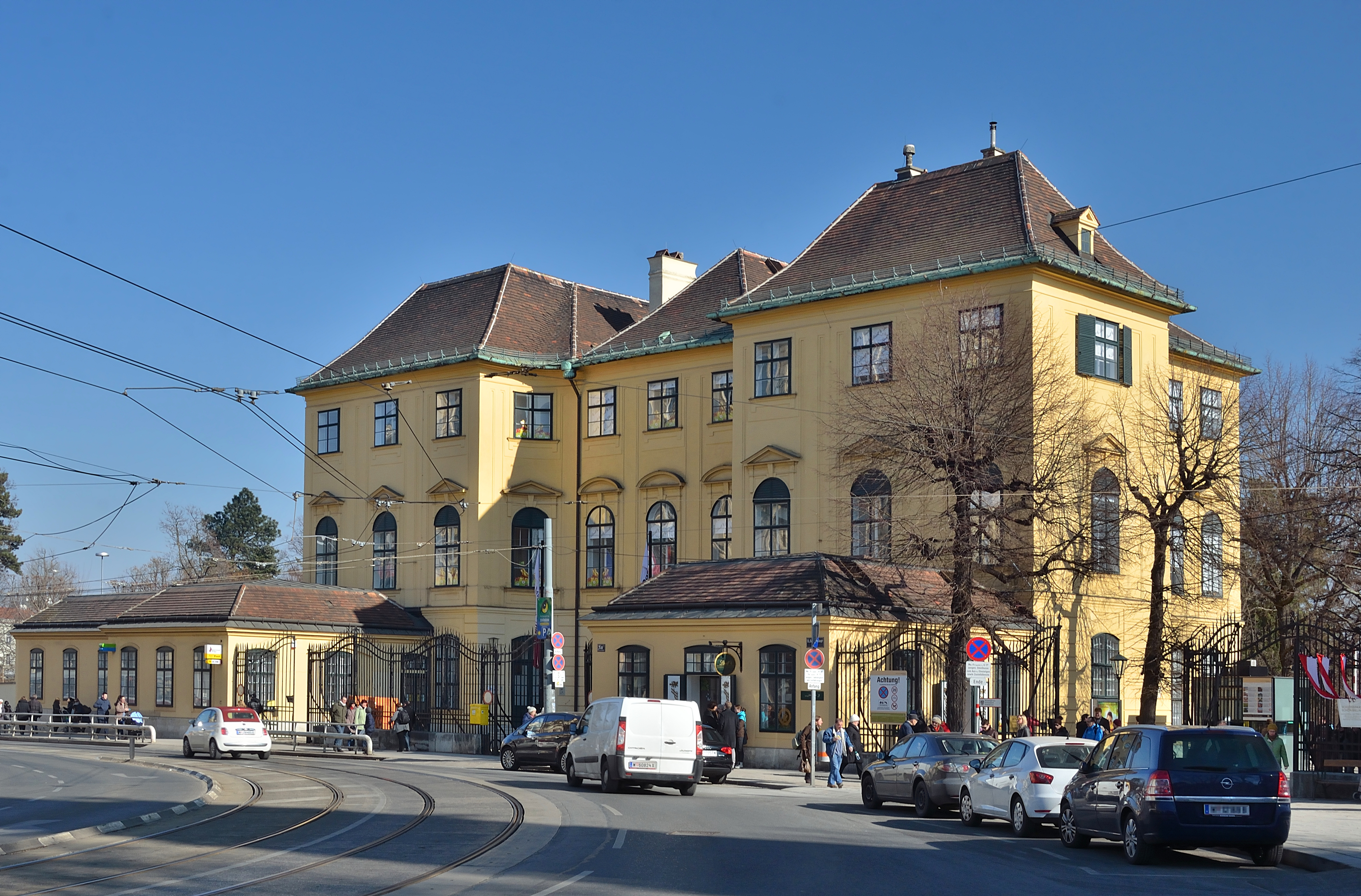
Nr. 1A: Kaiserstöckl
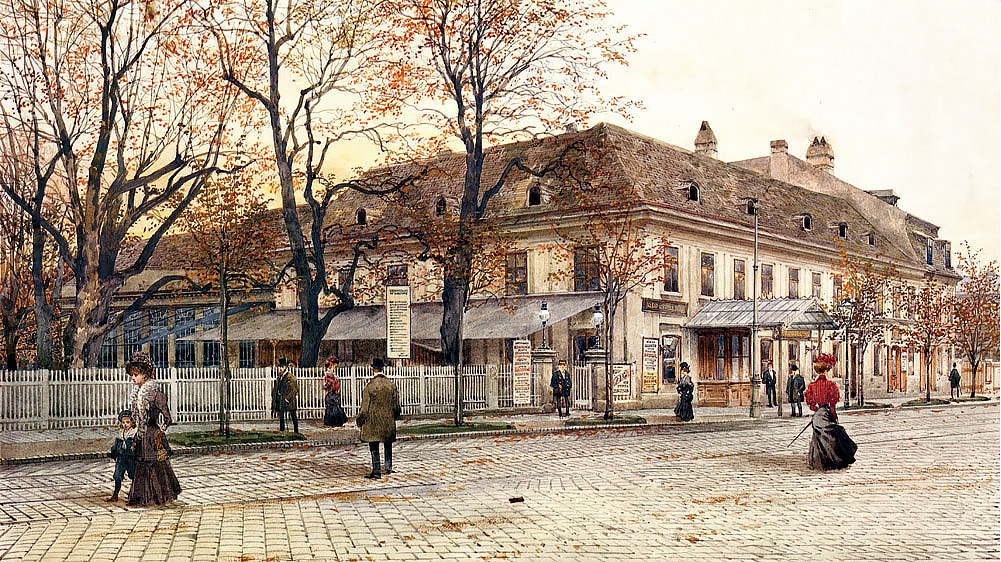
Nr. 10–16: Casino Dommayer, 1907 (Richard Moser) …
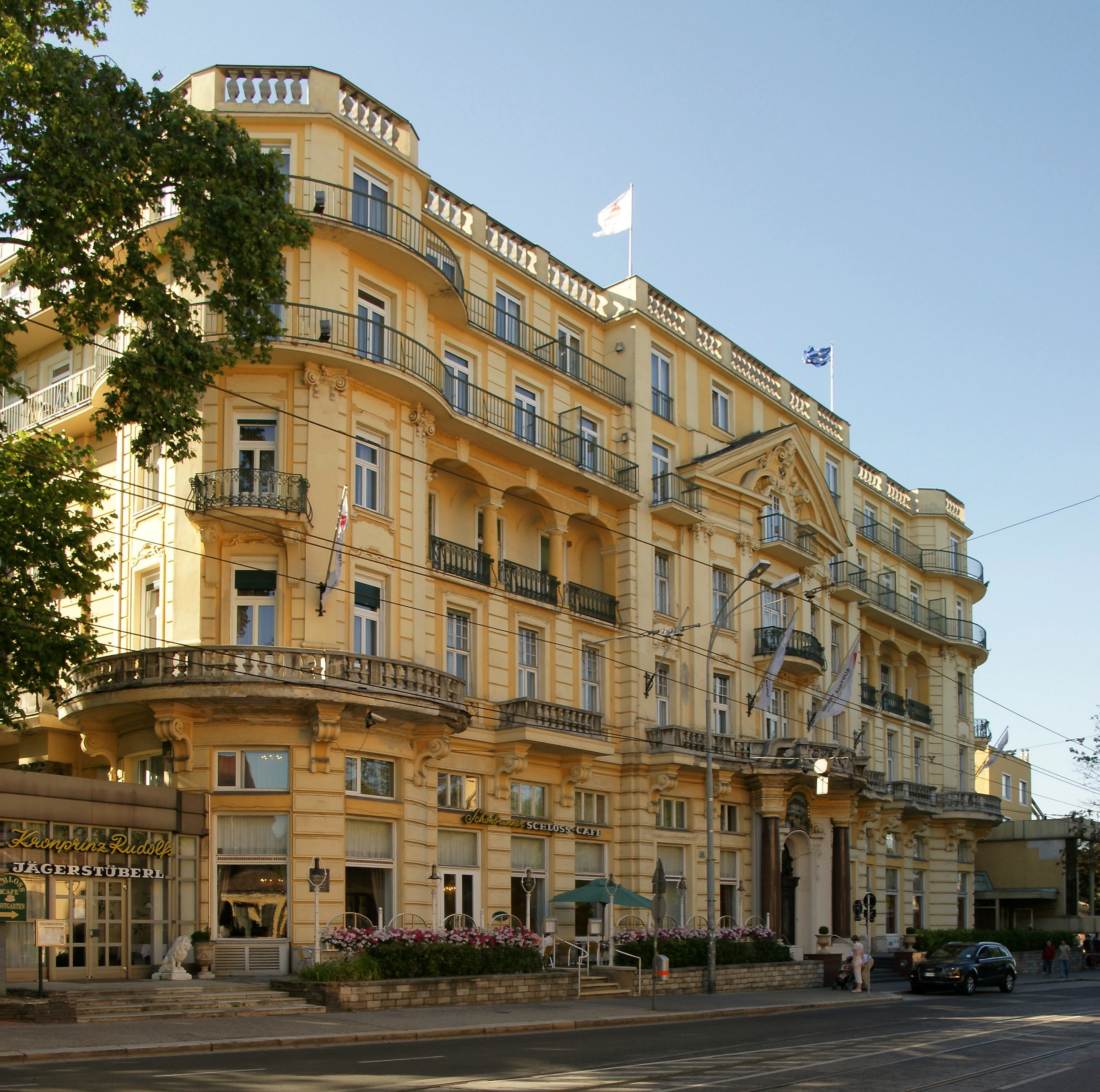
Nr. 10–16: … heute Parkhotel Schönbrunn
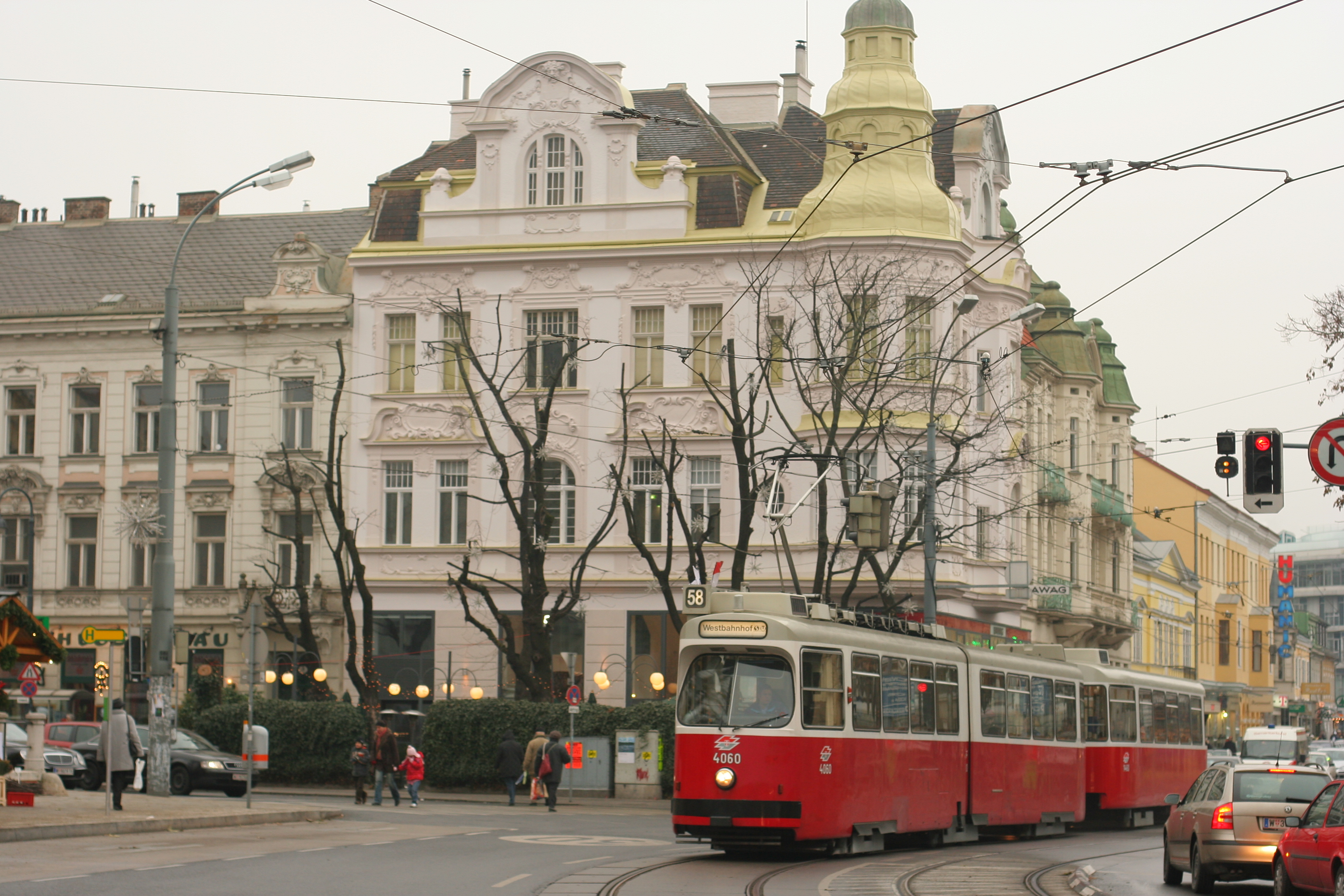
Am Platz 6 / Nr. 1
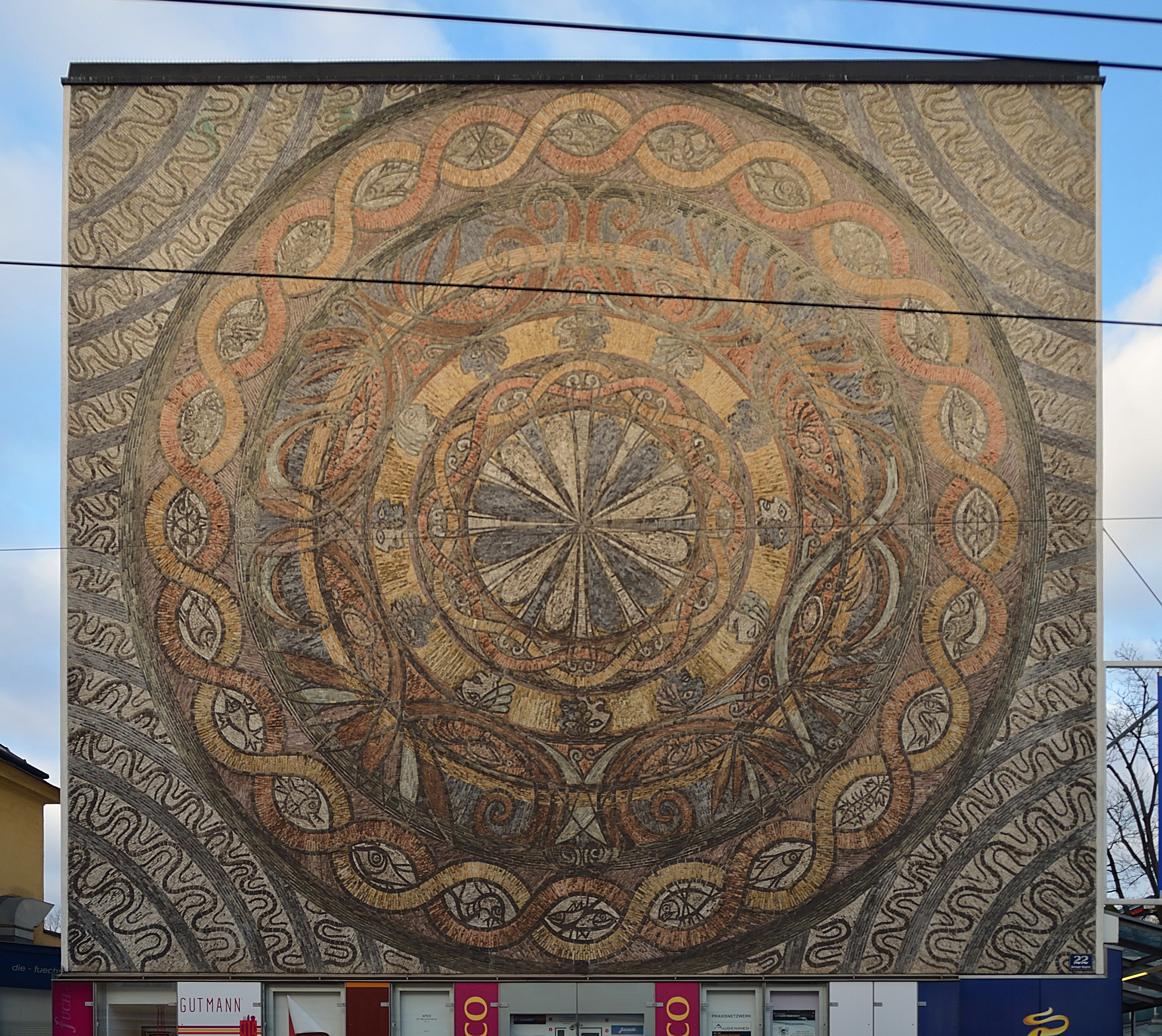
Nr. 22: Mosaik von Maria Bilger am EKAZENT
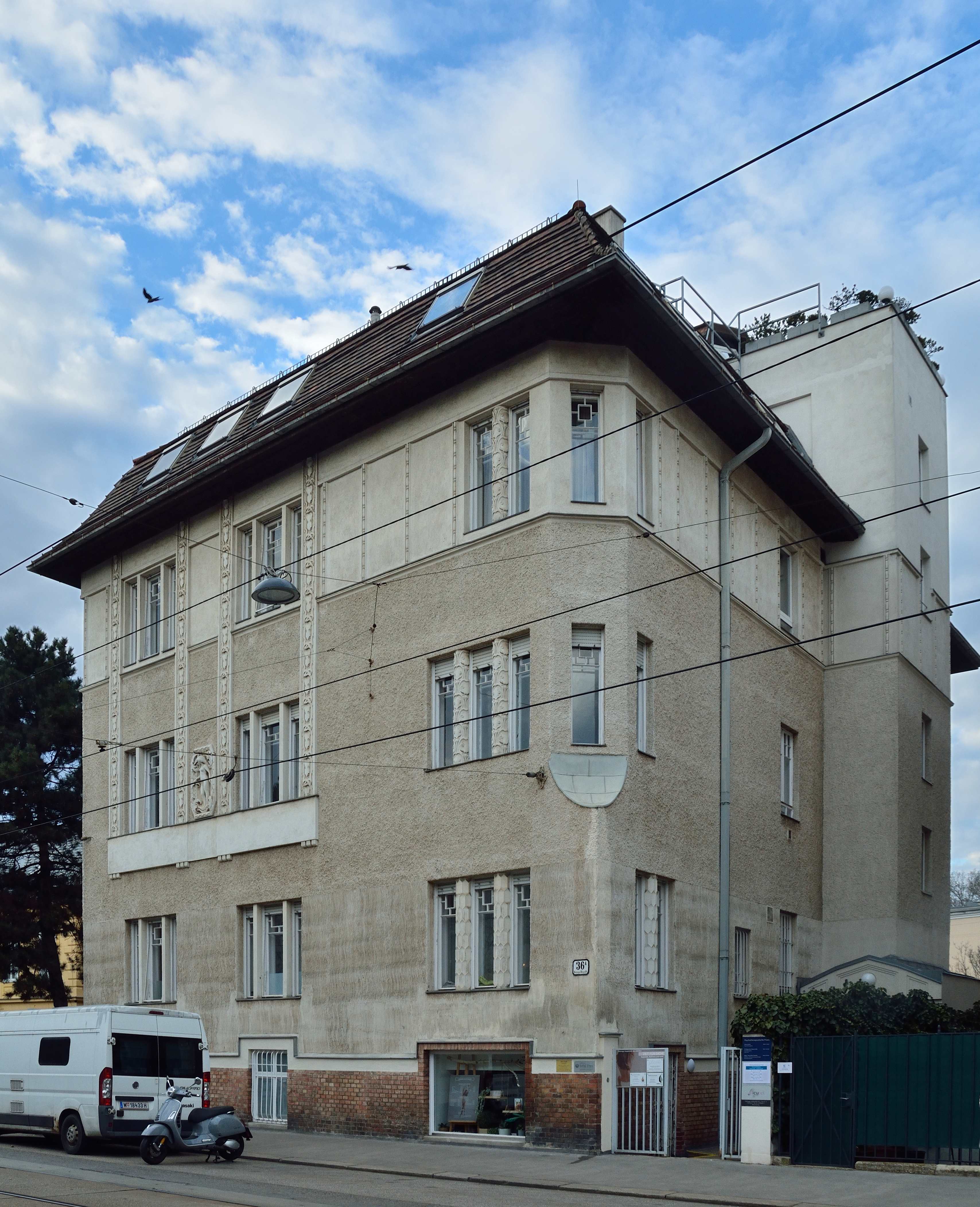
Nr. 36A: Haus Titania
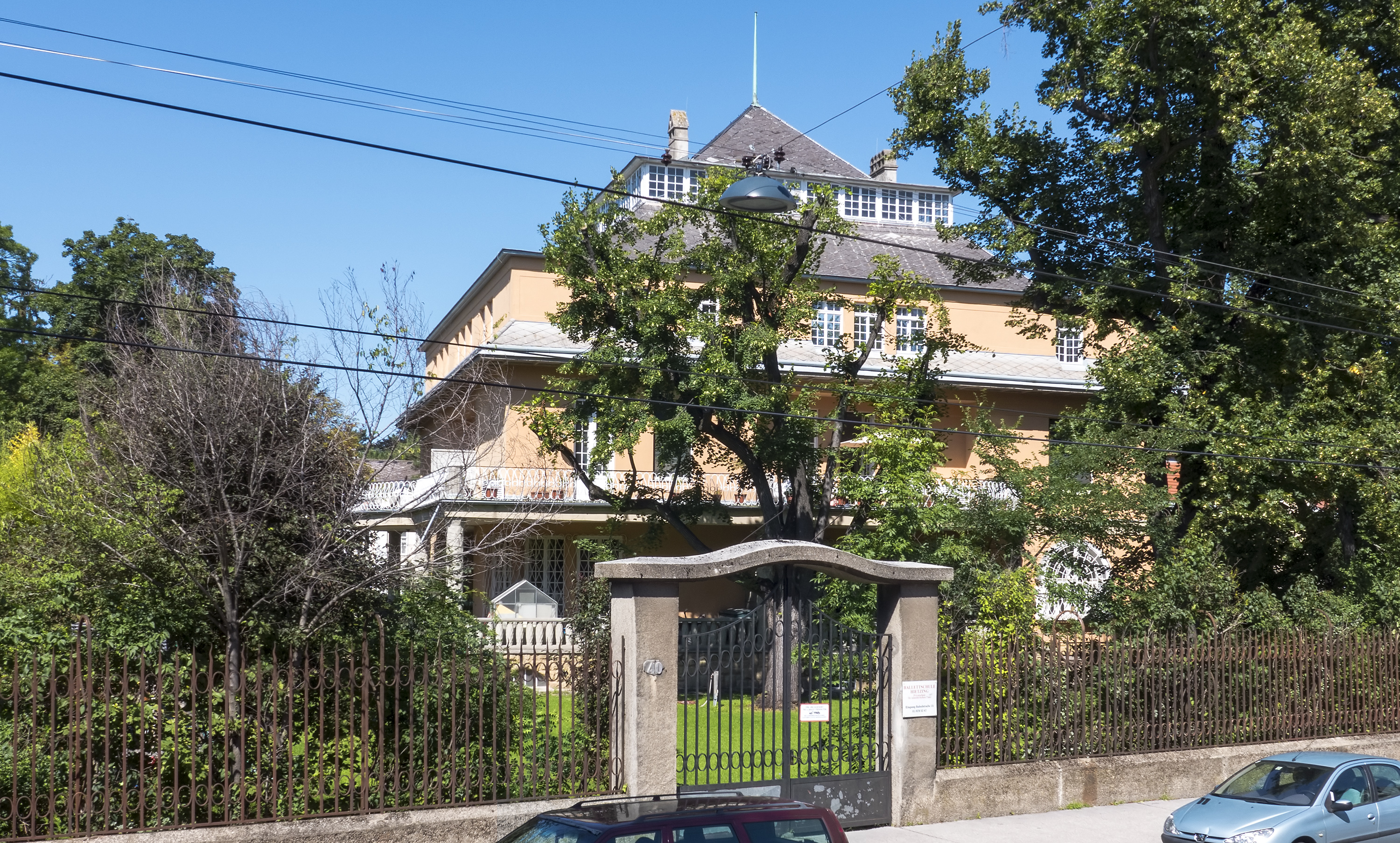
Nr. 40: Villa Wustl
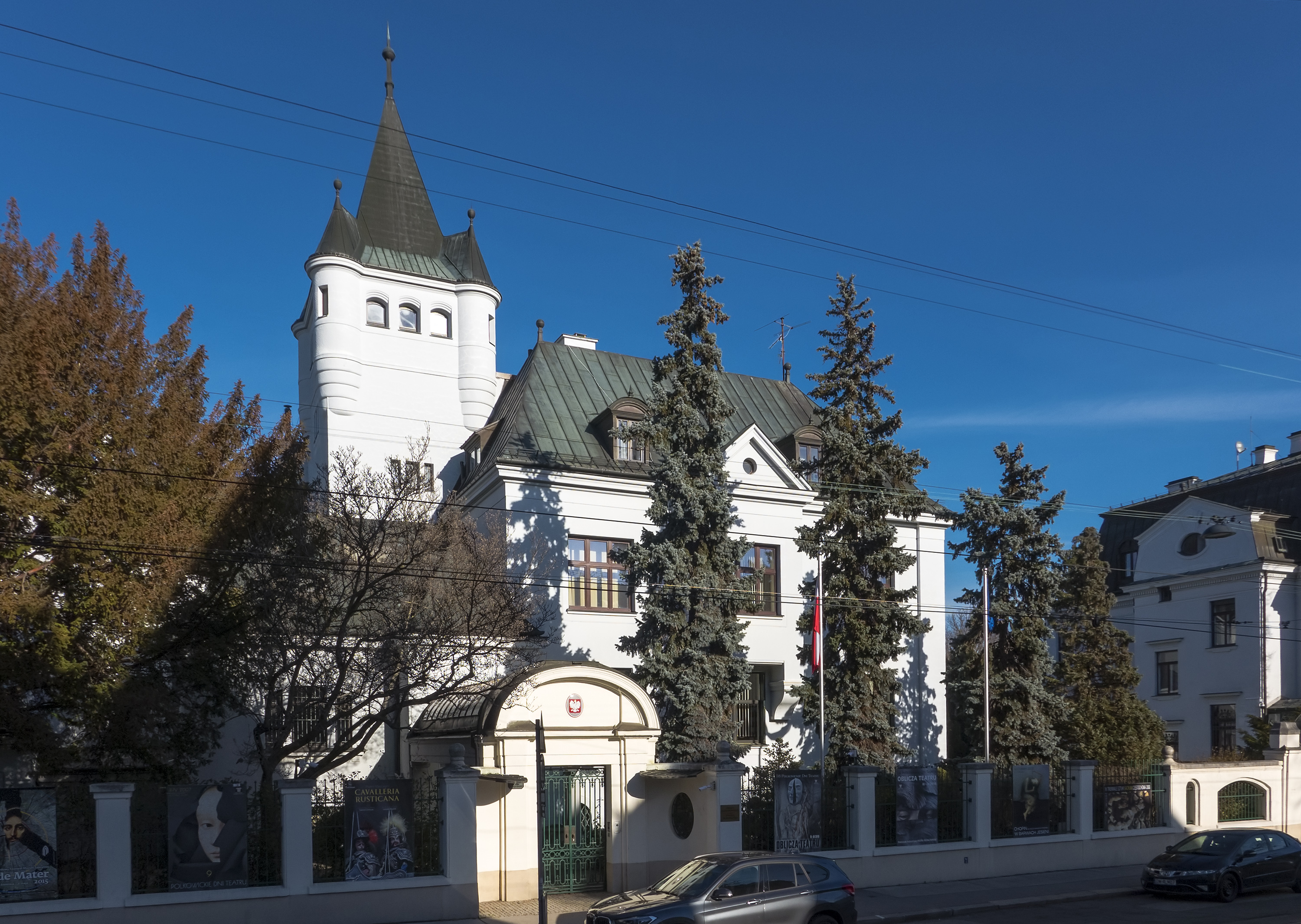
Nr. 42C: Polnische Botschaft
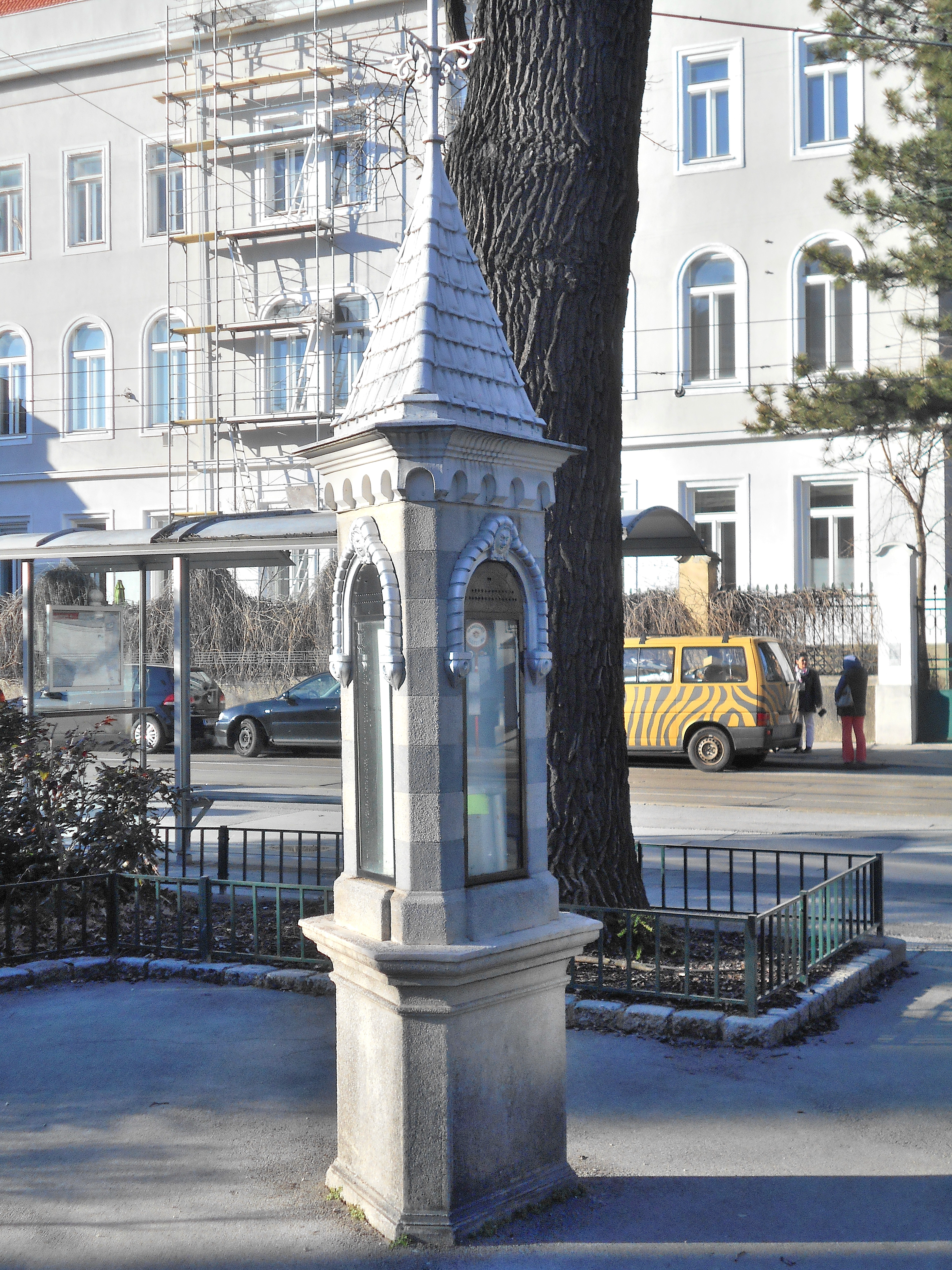
Bei Nr. 44 (Johannes-Bischko-Platz): Wetterhäuschen
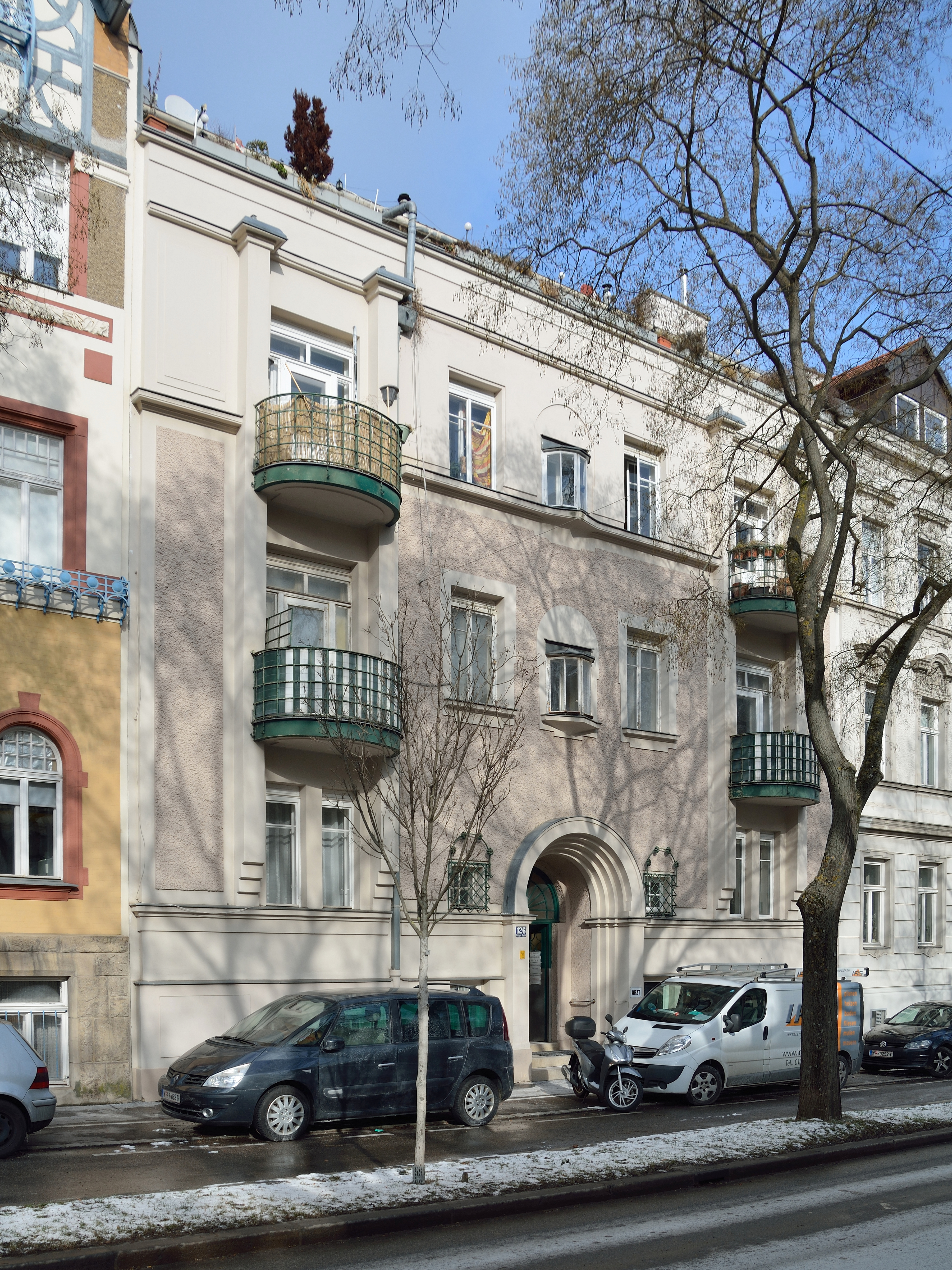
Nr. 126
Nr. 126A
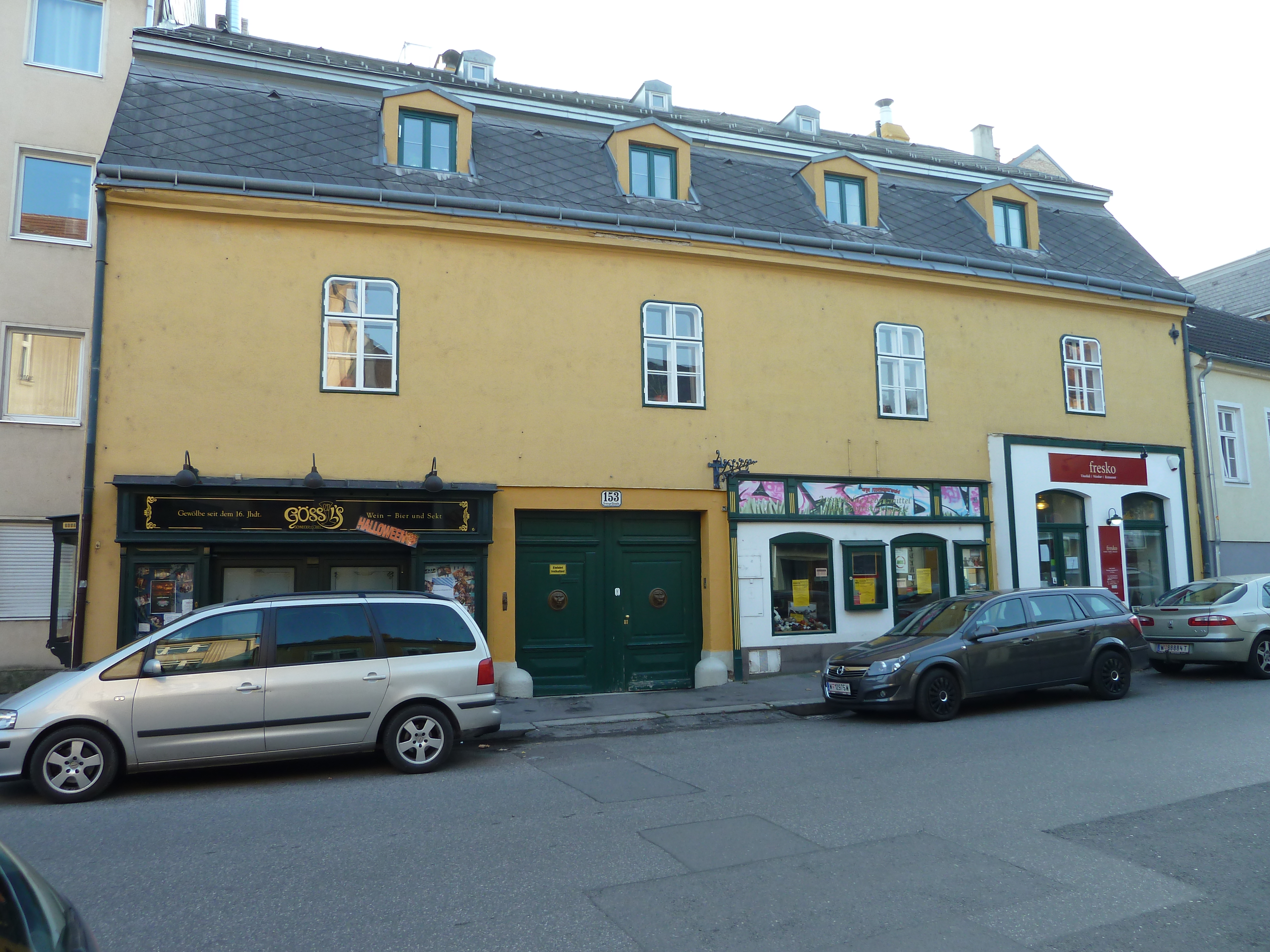
Nr. 153: Bürgerhaus im Ortskern von Ober-St.-Veit
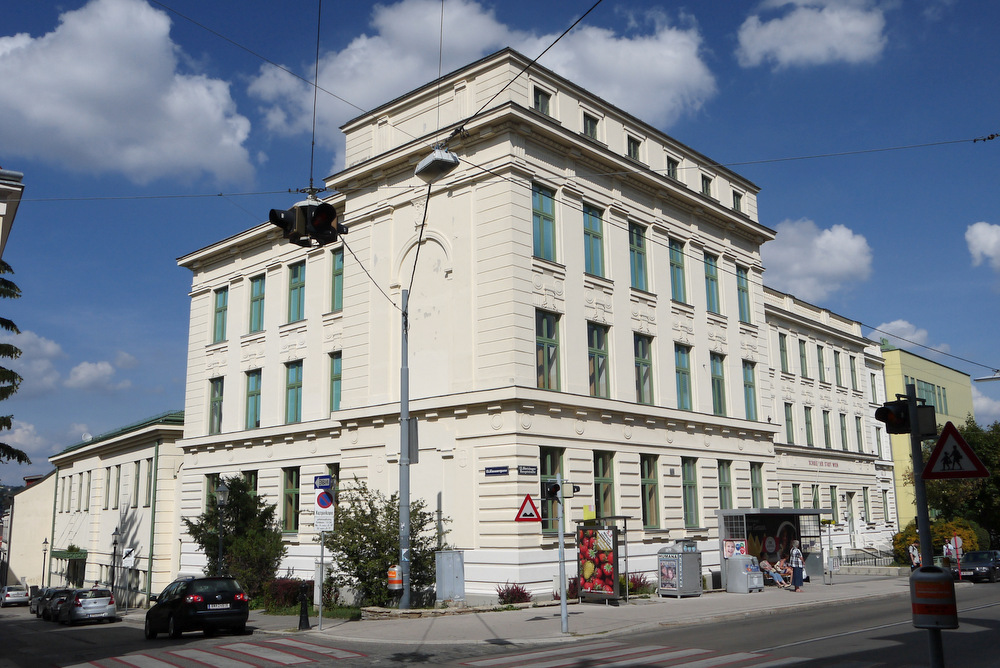
Nr. 166–168: Volksschule Ober-St.-Veit

### Verkehr
Für den Individualverkehr dient die Hietzinger Hauptstraße zunächst als Zubringer zur Maxingstraße (weiter Richtung Speising und Rosenhügel) und zur Lainzer Straße (Richtung Lainz, Mauer und Rodaun). Westlich davon führt sie, da sie bloß in untergeordnete Straßen mündet, nur noch zu den angrenzenden Wohngebieten. Bis zur Hummelgasse ist sie Hauptstraße A. Ab der Schrutkagasse besteht eine Geschwindigkeitsbeschränkung auf 30 km/h.
An öffentlichem Verkehr versorgt die Straßenbahnlinie 10 die Hietzinger Hauptstraße bis zur Verbindungsbahn, wo sie zur Endstation in die Hummelgasse abbiegt. Bis zum Anna-Strauss-Platz verkehrt auch die Linie 60 durch die Straße, um dann in die Lainzer Straße einzubiegen. Die Autobuslinien 56A, 56B, 58A und 58B fahren ab der Kennedybrücke zur Maxingstraße. Westlich der Verbindungsbahn befährt die Autobuslinie 53A die Hietzinger Hauptstraße bis zum Ende, von wo sie durch die Vitusgasse und Nebengassen weiter Richtung Hütteldorf fährt. Auch benützen die Linien 54A und 54B die Straße, allerdings nicht durchgehend, sondern biegen nach Norden zur U-Bahnstation Ober St. Veit ab bzw. kommen von dort zur Hietzinger Hauptstraße.

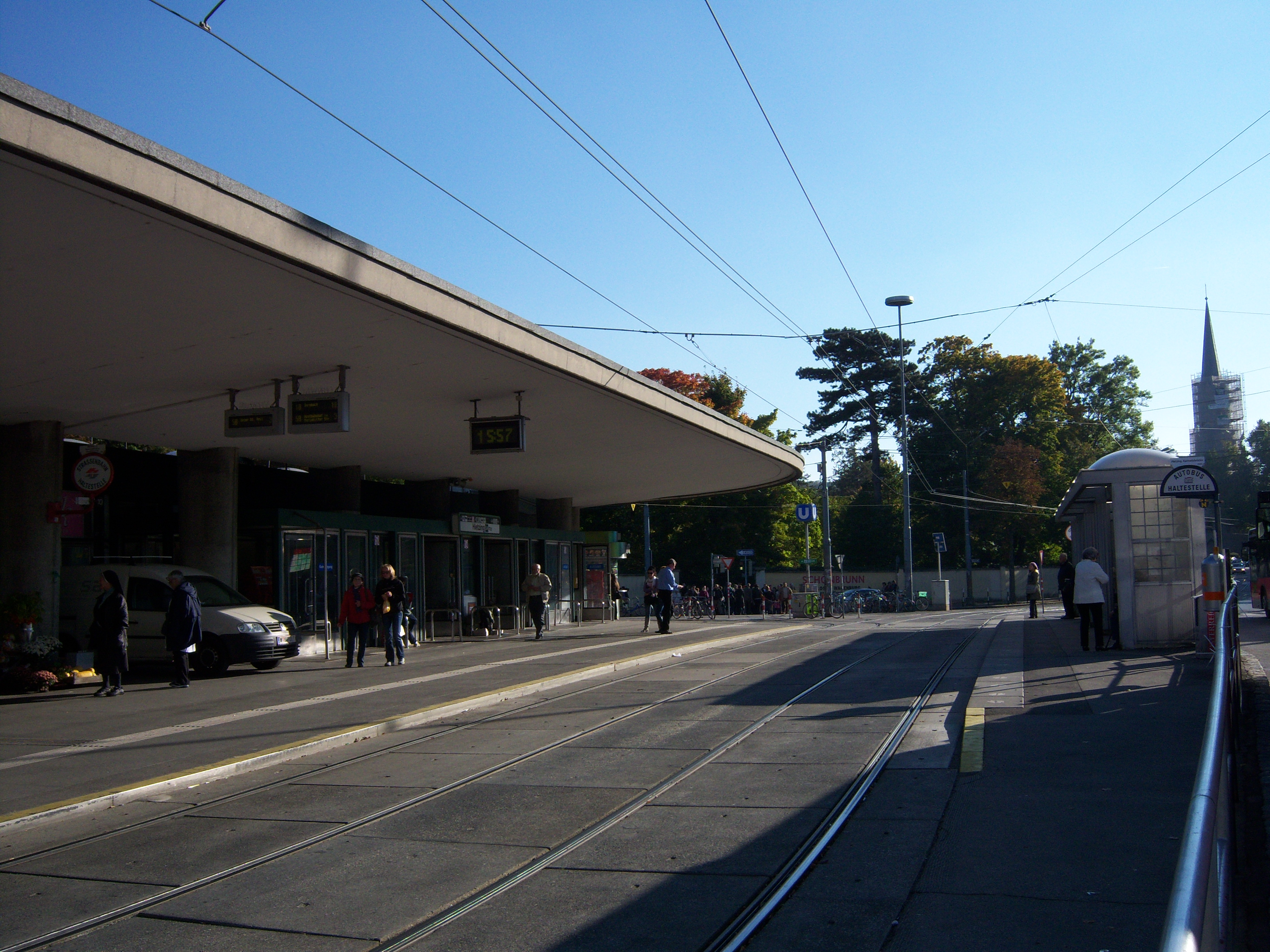
U-Bahnstation Hietzing, Kennedybrücke

 Zugang zum hochrangigen Schienenverkehrsnetz besteht an der U-Bahnstation Hietzing (Kennedybrücke) am Anfang der Hietzinger Hauptstraße zur Linie U4. Weitere Haltestellen (Braunschweiggasse, Unter St. Veit, Ober St. Veit) der ungefähr parallel verlaufenden U-Bahnlinie sind jeweils mehrere hundert Meter entfernt.
Bei der Kreuzung mit der Verbindungsbahn befand sich der Bahnhof Sankt Veit an der Wien. Im Zuge des Ausbaus und der Attraktivierung der Verbindungsbahn soll an der Hietzinger Hauptstraße die Schnellbahnstation Hietzinger Hauptstraße errichtet werden.